# Dinero de helicóptero

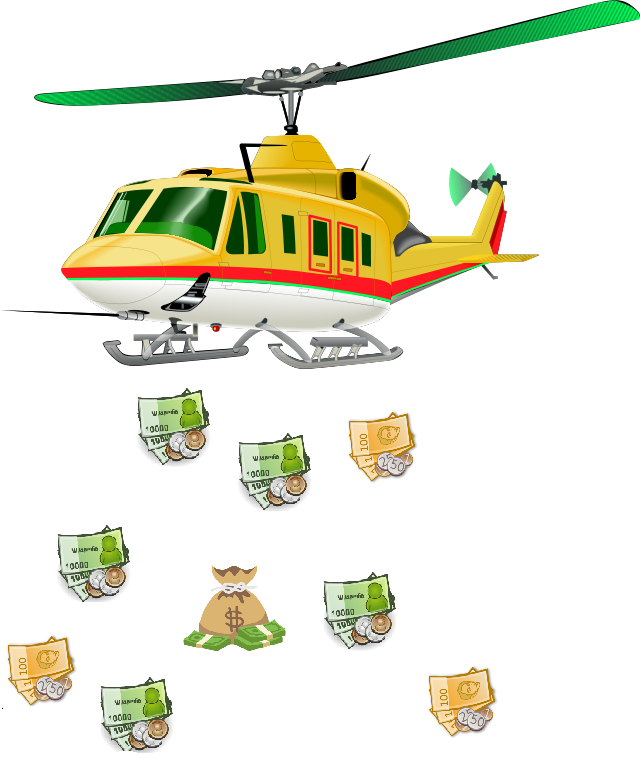
El gobierno envía un cheque a particulares: en realidad no se utiliza un helicóptero.

El dinero de helicóptero es una política monetaria donde los bancos centrales distribuyen dinero directamente a toda la población, en lo que puede llamarse un dividendo de ciudadanía o una distribución del señoreaje futuro. La idea se hizo popular por el economista estadounidense Milton Friedman en 1969; comenzando en 2012, los economistas han llamado también a esta idea «expansión cuantitativa para la gente».